# Секула Милетић
Секула Милетић био је мајстор−каменорезац из села Богданица (Општина Горњи Милановац). Надгробне споменике и крајпуташе израђивао је у селима на размеђу Чачка, Ваљева, Пожеге и Горњег Милановца.

## Дело
Хронолошки и стилски припада групи клесара који су били активни у периоду пре и после Првог светског рата. Споменике је клесао од ситнозрног „кабларца” и пешчара у форми стуба или вертикалне плоче углављене у масивно постоље и надвишене резаним крстом.
Површине споменика изразито су плошно обрађене, украшене урезима крстова, хоризонталном  и вертикалном линеарном орнаментиком и приказима биљака које изничу из саксија.
Рукопис је Секуле Милетића је препознатљив и читак, са свим словима једнаке величине. Са споменика Филипа Павловића преузео употребу интерпункцијског знака тачке измеђе сваке речи.
На споменицима се потписивао: Изради Секула Милетић, Овај спомен изради Секула Милетић.

## Епитафи
Споменик Ковиљки Миловановић (†1916) (Тометино Поље)
Овај спомен
КОВИЉКЕ
кћи Велимира Миловановића
Живе 16. год
А умре 1. маја 1916. г.
Овај спомен подиж.
Отац Велимир
и браћа Живко и  Милован
Овај спомен изради
Секула Милетић